# Французское математическое общество
Французское математическое общество (фр. Société mathématique de France, сокращённо SMF) — общественная профессиональная организация математиков Франции. Основано в 1872 году Эмилем Лемуаном и является одним из старейших математических обществ в мире. Основной целью Общества в уставе названо содействие развитию чистой и прикладной математики. Членами Общества могут быть как физические лица, так и организации (институты, исследовательские лаборатории, библиотеки и т. д.), Численность на 2010 год: около 2000 членов.
Общество управляется советом директоров из 24 членов и должностным лицом, избранным в соответствии с уставом и подзаконными актами. Имеется также Научный совет и Комитет по публикациям. Общество размещается в Париже, улица Пьера и Мари Кюри, 11, Институт Анри Пуанкаре, у него также есть филиал в Марселе для хранения и распространения публикаций. SMF имеет свой собственный математический центр в Люмини на юге Франции с обширной библиотекой (более 75000 томов, 2017 год ). Каждый год здесь проводятся около 50 международных конференций, организуются летние школы.

## Деятельность
Общество издает несколько научных журналов:
- Annales Scientifiques de l'École Normale Supérieure
- Astérisque
- Bulletin de la Société Mathématique de France
- Gazette des mathématiciens
- Mémoires de la Société Mathématique de France
- Panoramas et Synthèses
- Revue d'histoire des mathématiques

Общество собирает и распространяет информацию об исследованиях, достижениях, обучении, новостях математического сообщества, текущих проектах в области математики, а также предложения о работе во Франции и за рубежом. Помимо публикаций в журналах, информация размещается в ежемесячных электронных письмах президента Общества. Публикуются также монографии, доклады конференций, семинары Бурбаки.
У Общества нет ежегодной конференции, но в одно из воскресений середины июля проводятся встречи, читаются лекции по ежегодно отобранным темам. Кроме того, регулярно организуются совместные конференции с другими национальными и международными математическими обществами, такими, как канадское, испанское, итальянское или американское.
Общество разрабатывает и координирует обсуждение проблем преподавания математики на всех уровнях через свой Комитет по образованию (Commission Enseignement). Вопросы образования обсуждаются на конференциях, организуются также разнообразные симпозиумы.
Начиная с президентства Жан-Пьера Бургиньона (1990—1992), большое внимание уделяется популяризации математики. Учреждена «Премия Даламбера» (за работы, которые привлекают внимание общественности к математике) и «Премия Анатоля Десерфа» (Prix Anatole Decerf, с 1984 года, относится к обучению математике).

## Список президентов Общества
- 1873: Шаль, Мишель[3]
- 1874: Laffon de Ladebat
- 1875: Бьенеме, Ирене-Жюль
- 1876: Jules de La Gournerie (1814–1883)
- 1877: Мангейм, Амеде
- 1878: Дарбу, Жан Гастон
- 1879: Pierre Ossian Bonnet
- 1880: Жордан, Камилл
- 1881: Лагерр, Эдмон Никола
- 1882: Georges Henri Halphen
- 1883: Руше, Эжен
- 1884: Пикар, Эмиль
- 1885: Аппель, Поль
- 1886: Пуанкаре, Анри
- 1887: Georges Fouret
- 1888: Charles-Ange Laisant
- 1889: Désiré André
- 1890: Julien Haton de La Goupillière
- 1891: Коллиньон, Эдуард
- 1892: Eugène Vicaire
- 1893: Georges Humbert
- 1894: Henry Picquet
- 1895: Гурса, Эдуар
- 1896: Gabriel Koenigs
- 1897: Пикар, Эмиль
- 1898: Léon Lecornu
- 1899: Emile Guyou (1843–1915)
- 1900: Пуанкаре, Анри
- 1901: Maurice d’Ocagne
- 1902: Louis Raffy
- 1903: Пенлеве, Поль
- 1904: Emmanuel Carvallo
- 1905: Борель, Эмиль
- 1906: Адамар, Жак
- 1907: Emile Blutel
- 1908: Raoul Perrin
- 1909: Charles Bioche
- 1910: Брикар, Рауль
- 1911: Lucien Lévy
- 1912: Андуайе, Анри
- 1913: François Cosserat
- 1914: Вессио, Эрнест
- 1915: Картан, Эли
- 1916: Maurice Fouché
- 1917: Claude Guichard
- 1918: Edmond Maillet
- 1919: Лебег, Анри
- 1920: Jules Drach
- 1921: Auguste Boulanger
- 1922: Eugène Cahen
- 1923: Аппель, Поль
- 1924: Леви, Поль
- 1925: Монтель, Поль
- 1926: Фату, Пьер
- 1927: Bertrand de Defontviolant
- 1928: Alexandre Thybaut
- 1929: André Auric
- 1930: Жуге, Эмиль
- 1931: Данжуа, Арно
- 1932: Жюлиа, Гастон Морис
- 1933: Лиенар, Альфред Мари
- 1934: Jean Chazy
- 1935: Фреше, Морис
- 1936: René Garnier
- 1937: Joseph Pérès
- 1938: Валирон, Жорж
- 1939: Henri Vergne
- 1940: ?
- 1941: Théophile Got
- 1942: Charles Platrier
- 1943: Bertrand Gambier
- 1944: Jacques Chapelon
- 1945: Georges Darmois
- 1946: Фавар, Жан
- 1947: Albert Châtelet
- 1948: Maurice Janet
- 1949: Roger Brard
- 1950: Картан, Анри
- 1951: André Lamothe
- 1952: Marie-Louise Dubreil-Jacotin
- 1953: Мандельбройт, Шолем
- 1954: Jean Leray
- 1955: André Marchaud
- 1956: Maurice Roy
- 1957: André Marchaud
- 1958: Paul Dubreil
- 1959: Лихнерович, Андре
- 1960: Marcel Brelot
- 1961: Gustave Choquet
- 1962: Шварц, Лоран
- 1963: Pierre Lelong
- 1964: Дьедонне, Жан
- 1965: Эресманн, Шарль
- 1966: André Revuz
- 1967: Риб, Жорж
- 1968: Том, Рене
- 1969: Charles Pisot
- 1970: Серр, Жан-Пьер
- 1971: Jean Cerf
- 1972–1973: Jean-Pierre Kahane
- 1974: Georges Poitou
- 1975: Yvette Amice
- 1976: Claude Godbillon
- 1977: Jacques Neveu
- 1978: Jean-Louis Koszul
- 1979–1980: Берже, Марсель
- 1981: Michel Hervé
- 1982–1983: Christian Houzel
- 1984: Jean-Louis Verdier
- 1985: Bernard Malgrange
- 1986–1987: Jean-François Méla
- 1988: Michel Demazure
- 1989: Gérard Schiffmann
- 1990–1992: Jean-Pierre Bourguignon
- 1992–1994: Daniel Barlet
- 1994–1996: Rémy Langevin
- 1996–1998: Jean-Jacques Risler
- 1998–2001: Mireille Martin-Deschamps
- 2001–2004: Michel Waldschmidt
- 2004–2007: Marie-Françoise Roy
- 2007–2010: Stéphane Jaffard
- 2010–2012: Bernard Helffer
- 2012–2013: Aline Bonami
- 2013–2016: Marc Peigné
- 2016–: Stéphane Seuret

## Примечания

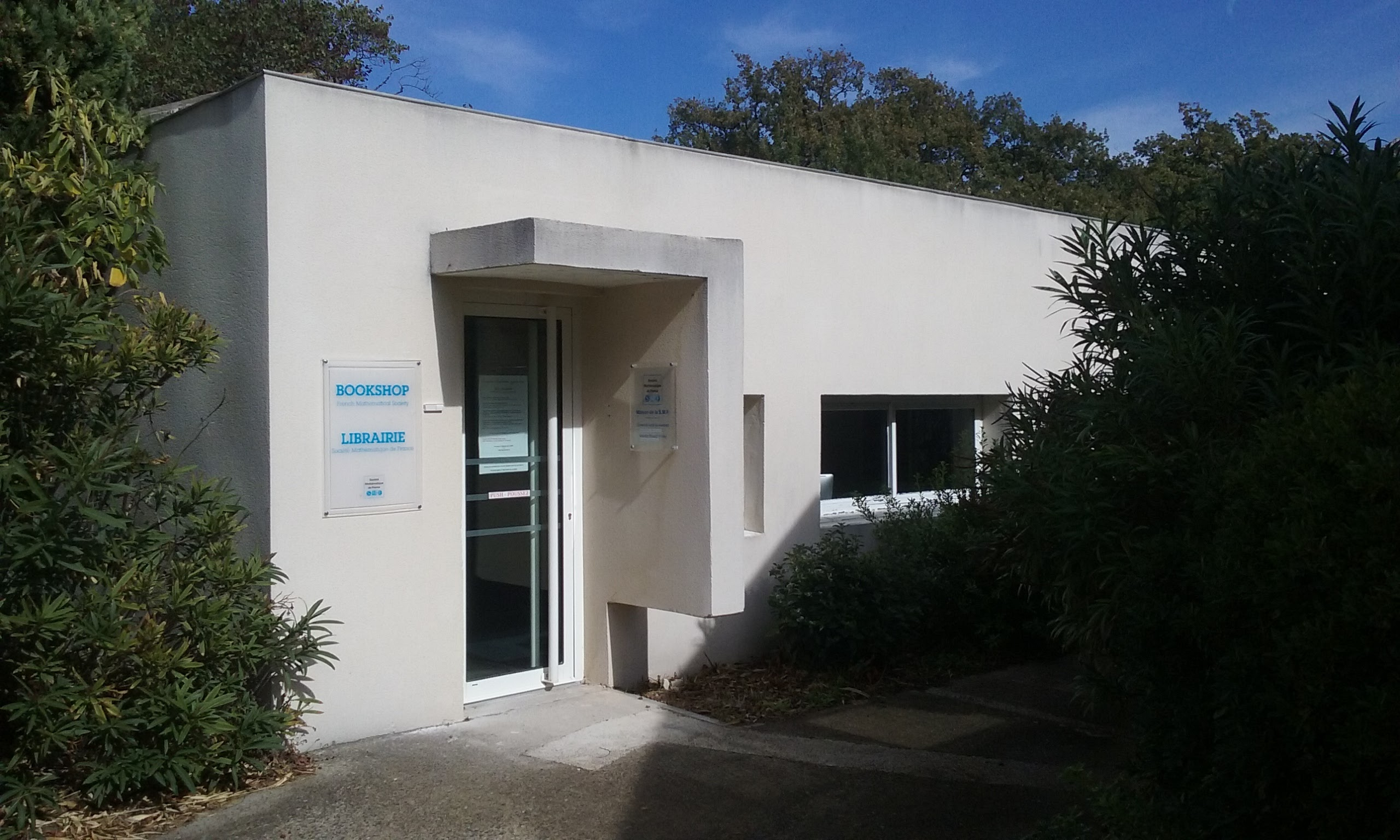
«Дом SMF» в Люмини, Марсель, Франция.